# Слижи (Лидский район)
Слижи (бел. Сліжы́) — деревня в Лидском районе Гродненской области Беларуси. Входит в состав Дворищанского сельсовета.

## География
Пролегает дорога Н-6485.
Ближайшие населённые пункты Гимбуты, Леваши, Токари и др.

### Гидрография
Река Жижма.

## История
С 1904 года в Лидской волости Лидского уезда Виленской губернии Российской империи.
До 3 апреля 1959 года деревня входила в состав Бердовского сельсовета Лидского района, до 11 января 1966 года — в состав Трокельского сельсовета Вороновского района.

## Население

### Численность
- 2009 год — 13 жителей

### Динамика
- 1999 год — 36 жителей (перепись населения)
- 2009 год — 13 жителей (перепись населения)[2]